# Eric Hänni
Pour les articles homonymes, voir Hänni.
Eric Hänni est un judoka suisse né le 19 décembre 1938 à Delémont (canton du Jura) et mort le 25 décembre 2024.
Il devient arbitre national suisse en 1965, européen en 1974 et mondial en 1985. Il fonde sa propre école nommée Olympia en 1972. En dix-huit mois, son école est apparaît comme la plus grande de Suisse.
Il est aussi champion suisse de trial et de rock 'n' roll.

## Palmarès

### Individuel
- depuis 1959 : sept fois champion suisse
- 1964 : médaille de bronze aux championnats d'Europe à Berlin (Allemagne)
- 1964 : médaille d'argent aux Jeux olympiques de Tokyo (Japon) dans la catégorie moins de 68 kg

### Par équipe
- 5 fois champion suisse (deux fois avec le JC Delémont et trois fois avec Nippon Zürich)